# Carla Feigenberg
Carla Eleonora Feigenberg (* 16. August 1994 in Kopenhagen) ist eine dänische Schauspielerin, Regisseurin und Drehbuchautorin.

## Leben
Carla Feigenberg wuchs als Tochter des Regisseurs Emmett Feigenberg (* 1954) und der Schauspielerin Ann Eleonora Jørgensen gemeinsam mit einem jüngeren Bruder in Kopenhagen auf, wo sie bis heute lebt.
Nach ihrem Schulabschluss absolvierte sie ihre Schauspielausbildung von 2013 bis 2016 an Den Danske Filmskole. Seit 2017 hat sie als Schauspielerin vor der Kamera in mehreren Filmen und Fernsehserien mitgewirkt. Sie führte bislang bei einem Spielfilm die Regie und ist auch als Drehbuchautorin tätig. Als Bühnendarstellerin wirkte sie am Aarhus Teater in mehreren Theaterstücken und Musicals mit. Sie ist zudem als Synchronsprecherin für Zeichentrickfilme aktiv.

## Filmografie (Auswahl)
- 2017: Alice Is a Nice Girl (Kurzfilm)
- 2020: Over graensen (Fernsehserie)
- 2021: Ensom Cowgirl
- 2021: Skyld (Fernsehserie)
- 2022: Bliv (Kurzfilm)
- 2023: Guldfeber
- 2023: Huset (Fernsehserie)